# Dimorphocalyx cumingii
Dimorphocalyx cumingii är en törelväxtart som först beskrevs av Johannes Müller Argoviensis, och fick sitt nu gällande namn av Airy Shaw. Dimorphocalyx cumingii ingår i släktet Dimorphocalyx och familjen törelväxter.
Artens utbredningsområde är Filippinerna. Inga underarter finns listade i Catalogue of Life.